# Sędzinko
Sędzinko (prononciation : [sɛnˈd͡ʑinkɔ]) est un village polonais de la gmina de Duszniki dans le powiat de Szamotuły de la voïvodie de Grande-Pologne dans le centre-ouest de la Pologne.
Il se situe à environ 6 kilomètres au sud-est de Duszniki (siège de la gmina), 24 kilomètres au sud-ouest de Szamotuły (siège du powiat), et à 31 kilomètres à l'ouest de Poznań (capitale de la Grande-Pologne).

## Histoire
De 1975 à 1998, le village faisait partie du territoire de la voïvodie de Poznań.

Depuis 1999, Sędzinko est situé dans la voïvodie de Grande-Pologne.